# Ancistrolepis eucosmius
Ancistrolepis eucosmius är en snäckart som först beskrevs av Dall 1891.  Ancistrolepis eucosmius ingår i släktet Ancistrolepis och familjen valthornssnäckor. Inga underarter finns listade i Catalogue of Life.